# Ruta Nacional A010 (Argentina)
La Ruta Nacional A010 es una carretera argentina asfaltada, que se encuentra al noreste de la provincia de Chubut. En su recorrido de 6,5 kilómetros une el km 1395 de la Ruta Nacional 3 con Puerto Madryn, en el Departamento Biedma.
Su construcción comenzó en 1945 siendo inaugurada por el Presidente Edelmiro Julián Farrell. En agosto de 1946 y el ministro Pistarini, impulsor de la obra, en el marco de una plan desarrollista para el sur del país.
El camino continúa al oeste de la Ruta Nacional 3 como Ruta Provincial 4. El Decreto Nacional 1595 del año 1979 prescribió que el tramo de la Ruta Provincial 4 al este de la Ruta Nacional 3 pasara a jurisdicción nacional. La transferencia se efectivizó al año siguiente.
En el km 2,2 se encuentra el aeroclub Puerto Madryn.